# 高桥珍珠
高桥珍珠股份有限公司（日语：株式会社タカハシパール，英语：TAKAHASHI PEARL CO.,LTD.）位于兵库县神户市中央区山本通1丁目，是加工、批发及销售珍珠及珍珠饰品的老字号商家。由日本珍珠加工界元老藤堂安家创办。特别是阿古屋贝珍珠的调色技术在业界深受好评。目前，在神户众多的珍珠商家中独占鳌头。

## 历史
于1921年（大正10年）创办，是神户的老字号珍珠加工销售公司。创办人藤堂安家出身于高知县宿毛市。他独创的珍珠漂白技术，获得了成功。他与表兄一起创办了合资公司。后来，在安家死後，女婿高桥真助独立，在现在的神户北野与兄弟一起合伙创办了高桥兄弟商会。从旧公司高桥珍珠株式会社时代起，以珍珠的加工聞名，「加工」的高桥珍珠，在神户珍珠加工销售业中独树一帜。从2011年12月5日起，旧高桥珍珠株式会社经营权转让给了现在的「株式会社高桥珍珠」。

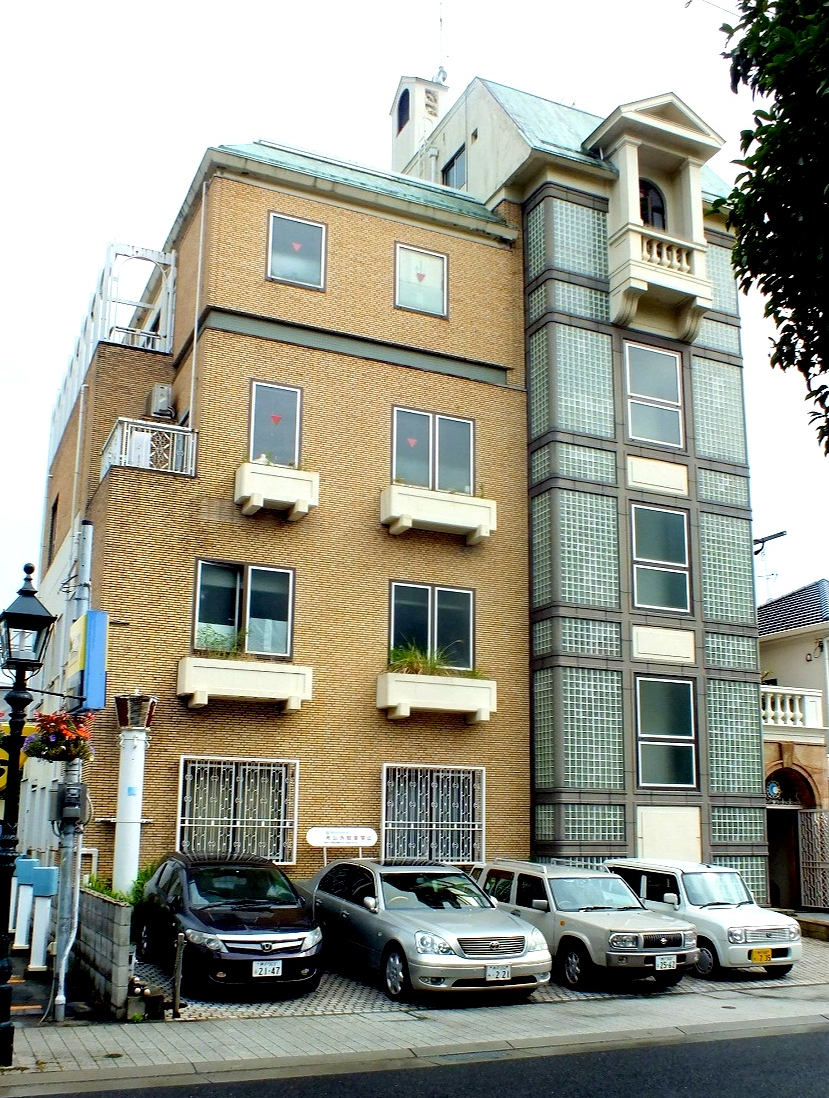
高桥珍珠

### 沿革
- 1879年 (明治12年)  - 创办人藤堂安家在高知县宿毛市出生。
- 1915年（大正5年） - 藤堂安家成为予土珍珠大股东。
- 1920年（大正9年） - 宿毛湾遭遇水灾，安家失去全部财产，负债累累。
- 1921年（大正10年） - 安家移居神户，尝试了各种生意，均告失败。
- 1922年（大正11年） - 春天，突发奇想的珍珠漂白方法获得成功。与表兄弟一起创办合资公司，正式开始珍珠加工业。
- 1924年（大正13年） - 珍珠加工业正式上轨道，被誉为「当代炼金术」。
- 1945年（昭和20年） - 第二次世界大战中停产。战争结束时，安家去世。
- 1949年（昭和24年） - 安家女婿高桥珍珠真助独立。在现在的神户北野，与兄弟合伙创办了「高桥珍珠兄弟商会」。
- 1968年（昭和43年） - 由于珍珠生产过剩，市场價暴跌。珍珠业一蹶不振。
- 1969年（昭和44年） - 社长更替。长子利荣就任董事长，真助任顾问。
- 1975年（昭和50年） - 珍珠价格开始稳定，摆脱不景气。
- 1981年（昭和56年） - 总公司大楼落成。
- 1984年（昭和59年） - 1月，高桥兄弟商会珍珠部成为独立公司—高桥珍珠株式会社，长子利荣、次子英二、三子洋三分别就任董事长、董事和副社长。同年创办伊势分公司。
- 1994年（平成6年） - 创办宇和岛分公司。
- 1995年（平成7年） - 创办东京营业所。
- 2000年（平成12年） - 高桥真助去世。享年93岁。
- 2011年12月15日 - 因不景气，经营陷入困境的旧高桥珍珠株式会社将经营权转让给了现「株式会社高桥珍珠」。森田雅人就任董事长。

## 主要商品
- 阿古屋珍珠
- 南洋珍珠
- 黑蝶珍珠 (大溪地黑珍珠)
- 珍珠饰品

## 藤堂安家
出生于高知县宿毛市，高桥珍珠株式会社的创办人，日本珍珠加工技术的元老。高桥在神户确立珍珠加工染色技术之后，神户成为了昭和时期珍珠业发展并向海外市场流通的据点。安家在帮助打理家业中长大成人，22岁时涉足政治。与第4届伊藤内阁农商大臣林有造交往，成为其暗中秘书。获得空前的成功以后，会社增加了资金投入，安家也再次投入了大量资金。然而，1920年（大正9年）宿毛湾遭遇百年不遇的水灾和泥石流，养殖场和设施受到毁灭性的打击，一切化为泡影。安家为了寻求生计，只身去大阪打拼。
其后，在大阪着手各种事业，均告失败。1922年（大正11年）春的一天，安家脑海里浮现出“无论如何想用双氧水试一试”的念头，在路过的药店买了一瓶双氧水。他在家里用双氧水进行反复实验，终于找到了将带污渍的珍珠变成白色或粉色珍珠的方法。他与藤田昌世和表兄中山幸一等创办了合资公司小富士商会。由长子藤堂利三郎任社长，自己辅佐。这就是日本珍珠加工公司元老的创业之路。

## 主要交易对象
- 全国珍珠养殖渔业合作工会联合会
- 爱媛县渔业合作工会联合会
- 爱媛珍珠工会

## 所在地
- 总公司：兵库县神户中央区山本通
- 宇和岛分公司：宇和岛市辯天町1丁目5番20号
- 伊势分公司：伊势市楠部市字奥乙278-8

## 脚注
1. 1 2  .   [2015-10-11]. （原始内容存档于2016-03-04）.
2. ↑  .   [2015-10-11]. （原始内容存档于2010-07-29）.
3. 1 2  雑誌『真珠往来』P23,24 1980年発行
4. 1 2 3  .   [2015-10-11]. （原始内容存档于2016-03-04）.
5. ↑  高桥珍珠有限公司 的存檔，存档日期2006-10-08.
6. ↑  『兵庫経済戦略 2004年10月号』
7. ↑  .   [2015-10-11]. （原始内容存档于2016-03-04）.

## 外部連結
- 高桥珍珠有限公司 （页面存档备份，存于）